# Le Roi a fait battre tambour
Le Roi a fait battre tambour (lett. "Il re fa rullare i tamburi") è una canzone popolare francese che fu composta con tutta probabilità nella prima metà del XVII secolo.
L'ambientazione della canzone è nel contesto della monarchia assoluta del diritto divino. Il sovrano sceglie, tra il suo seguito femminile, delle amanti che possono sperare di diventare le favorite del sovrano. La canzone descrive il modo con cui il Re aveva l'abitudine di ottenere i favori di una cortigiana, spesso sposata: la cortesia della signora è richiesta dal Re al marito che difficilmente si rifiuta di servire il suo Sovrano che, immediatamente, lo ricompenserà  dandogli titoli, terre, soldi ... Tuttavia la storia in questo caso finisce tragicamente con la morte della marchesa che soccombe al veleno che la regina, per gelosia, aveva introdotto in un bouquet che era destinato a lei.
Il fatto storico che ha probabilmente ispirato la canzone è la morte di Gabrielle d'Estrées, favorita del re Enrico IV di Francia. Gabrielle era la sua amante da nove anni, e morì la mattina del 10 aprile 1599, probabilmente di eclampsia. Pochi mesi prima, il re aveva avviato la procedura di annullamento del matrimonio con Margherita di Valois, che non riusciva a dargli un erede. Per questo motivo, la regina fu sospettata di avere avvelenato Gabrielle.
La canzone tornò a essere popolare prendendo a ispirazione Madame de Montespan, sposata con il marchese di Montespan per alcuni anni favorita del re Luigi XIV di Francia. Madame de Montespan fu sospettata di avere avvelenato la duchessa di Fontanges, che l'aveva soppiantata nelle grazie del re.
Ancora più tardi con Madame de Vintimille, favorita del re Luigi XV di Francia e fatta sposare dal re con Jean-Baptiste Hubert Félix, conte di Ventimiglia.

## Interpretazioni e versioni
In epoca recente il brano iniziò a far parte del repertorio degli chansonniers, prima fra tutti Édith Piaf accompagnata da Les Compagnons de la chanson che la incisero in un 78 giri nel 1949. Nel 1963 fu la volta di Yves Montand che la inserì nell'album Chansons populaires de France. La versione di Fabrizio De André, inserita nell'album Volume 3º, deriva chiaramente da quest'ultima, sia per l'accompagnamento al clavicembalo che per le stesse pause ritmiche.